# 妙法寺村
妙法寺村（みょうほうじむら）は、かつて新潟県刈羽郡にあった村。

## 沿革
- 1889年（明治22年）4月1日 - 町村制施行に伴い刈羽郡妙法寺村が村制施行し、妙法寺村が発足。
- 1901年（明治34年）11月1日 - 刈羽郡二田村、長原村と合併し、二田村を新設して消滅。
- 1959年（昭和34年）4月10日 - 二田村が二分割された際、旧村域は刈羽郡西山町に編入。